# Céu Azul (1941)
Céu Azul é um filme brasileiro de comédia musical de 1941. Foi dirigido e roteirizado por Ruy Costa.

## Enredo
A Companhia de Esquetches Musicados do Teatro 'Brasil' está em crise. Após o fracasso de estreia de uma nova peça, o empresário Artur Fernandes (Jaime Costa), apesar dos protestos de Nini del Mar (Heloísa Helena) - a estrela da companhia - resolve chamar Vitorino (Oscarito), que é o único autor que conhece o gosto do público e as capacidades artísticas da companhia, para escrever a próxima peça.
Vitório, um desses boêmios que não moram em parte nenhuma, é encontrado num bar da Lapa pelo contrarregra, que lhe entrega a carta do empresário. No dia seguinte, Vitório e seu amigo Arlindo (Arnaldo Amaral) (que além de cantor é também um autor que precisa apenas de uma chance para se evidenciar) vão ao escritório do Teatro 'Brasil'. Encomendam a peça, que terá estréia dez dias depois. Vitorino promete parar de beber e trazer a peça pronta em cinco dias. O empresário começa a fazer a propaganda de Céu azul, a nova peça de Vitorino Brasil. Dias e dias passam-se. Nada de peça, nada de Vitorino.
Desesperado, o empresário manda percorrer todos os bares da cidade, até que Vitorino seja encontrado. Estava ele bebendo no Alto da Boa Vista, gastando os últimos níqueis do vale adiantado pela peça. O empresário decide então trancar Vitorino no porão do teatro, obrigando-o a escrever. Enquanto Vitorino trabalha, Nini dá uma festa em sua casa, onde planeja impedir que a peça do Vitorino chegue a termo. Aproveitando que Vitorino dormia, vencido pelo cansaço, Nini infiltra-se no porão e deixa duas garrafas de champagne junto ao escritor.
Acordado, depara-se, alegre e surpreso, com as garrafas. Esquece da peça e passa a beber, até que embriagado, encosta-se numa pilha de caixote de cenários, desabando sobre eles e levando-o para o hospital. Anunciada dali a três dias e com seu autor impossibilitado de acabar a peça, Arlindo se prontifica a terminar a revista.

## Elenco
| Ator/Atriz       | Papel            |
| ---------------- | ---------------- |
| Jaime Costa      | Arthur Fernandes |
| Heloísa Helena   | Nini del Mar     |
| Déa Selva        | Guiomar          |
| Oscarito         | Vitorino Vitório |
| Grande Otelo     | Chocolate        |
| Arnaldo Amaral   | Arlindo          |
| Virgínia Lane    | Ela mesma        |
| Linda Batista    | Ela mesma        |
| Francisco Alves  | Ele mesmo        |
| Heleninha Costa  | Ela mesma        |
| Laura Suarez     |                  |
| Zaira Cavalcanti |                  |
| Vina de Souza    |                  |
| Diva Helena      |                  |